# 펄스 포지티브
펄스 포지티브(FALSE POSITIVE)는 미국에서 제작된 존 리 감독의 2021년 공포, 스릴러 영화이다. 일래너 글레이저 등이 주연으로 출연하였다.

## 출연

### 주연
- 일래너 글레이저
- 저스틴 서룩스
- 그레첸 몰
- 소피아 부시
- 자이냅 자
- 피어스 브로스넌